# Otomys
Otomys là một chi động vật có vú trong họ Muridae, bộ Gặm nhấm. Chi này được F. Cuvier miêu tả năm 1824. Loài điển hình của chi này là Euryotis irrorata Brants, 1827.

## Hình ảnh

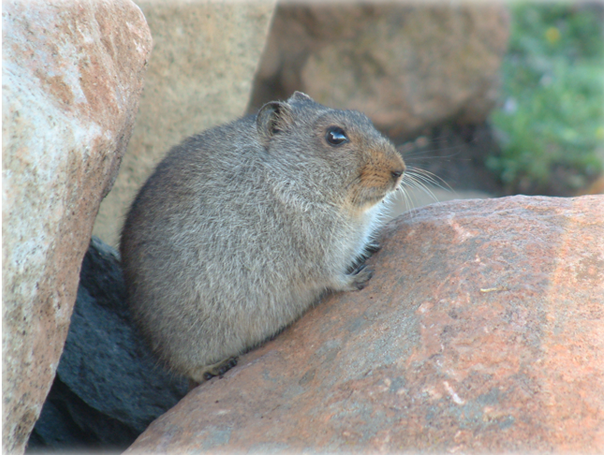

## Các loài
Chi này gồm các loài: